# Ahmet Olgun Han
Ahmet Olgun Han ist ein deutsch-türkischer Schauspieler.

## Leben
Ahmet Olgun Han spielte der Webserie Moabit Vice als Rico zusammen mit Michael Pink als Sunny die Hauptrollen als Ermittlerduo. Bekanntheit erlangte die Serie besonders durch das Musikvideo Das geht ab! von Frauenarzt und Manny Marc.